# Яструб брунатний
Яструб брунатний (Accipiter henstii) — хижий птах роду яструбів родини яструбових ряду яструбоподібних. Це рідкісний птах, ендемік Мадагаскару.

## Опис
Це один із найбільших яструбів. Його довжина 52–62 см, розмах крил 96–100 см. Виду притаманний статевий диморфізм: самці в середньому важать 609 г, а самки 960–1140 г.
Верхня частина тіла темно-коричнево-сіра, нижня світліша і смугаста. Над очима бліда смуга. Очі та довгі ноги жовтого кольору.

## Поширення й екологія
Брунатний яструб є ендеміком Мадагаскару. Він мешкає в первинних тропічних лісах, а тому рідко з'являється на півдні Мадагаскару. Птах живе на висоті до 1800 м над рівнем моря.
Крім брунатного яструба, на острові також мешкають мадагаскарські й коморські яструби.

## Раціон
Брунатний яструб полює на лісових птахів і ссавців середнього і дрібного розміру. Часто його здобиччю стають лемури.

## Розмноження
Брунатні яструби розмножуються в жовтні-листопаді. Птахи будують гнізда розмірами 60 x 40 см. У кладці зазвичай 2 яйця.

## Збереження
МСОП вважає цей вид вразливим. Популяція брунатних яструбів нараховує, за оцінками орнітологів, близько 1000–2250 птахів. Основною загрозою є знищення природних середовищ проживання. Уряд Мадагаскару сприяє збереженню брунатного яструба.